# Pittura ellenistica

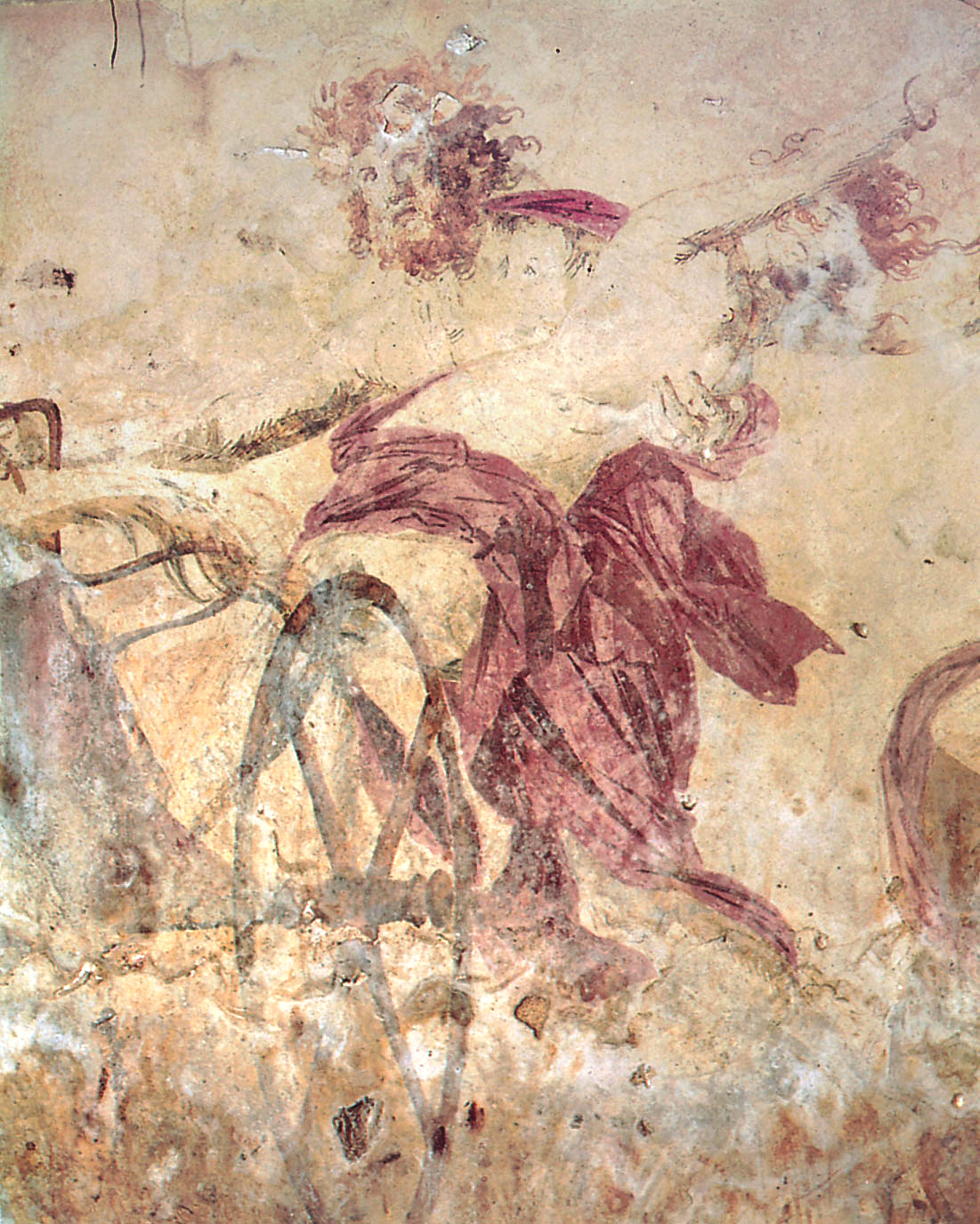
Rapimento di Persefone, affresco, 100x350 cm circa (350 a.C. circa), tomba di Persefone, Verghina, Macedonia

La pittura ellenistica era una forma di arte molto importante, ma rarissimi esempi di pittura sono pervenuti fino ai nostri giorni. 
È possibile avere un'idea di come fosse dai media correlati e quelle che sembrano essere copie o derivazioni da dipinti in una gamma più ampia di materiali, in particolare dal mosaico.

## Stile

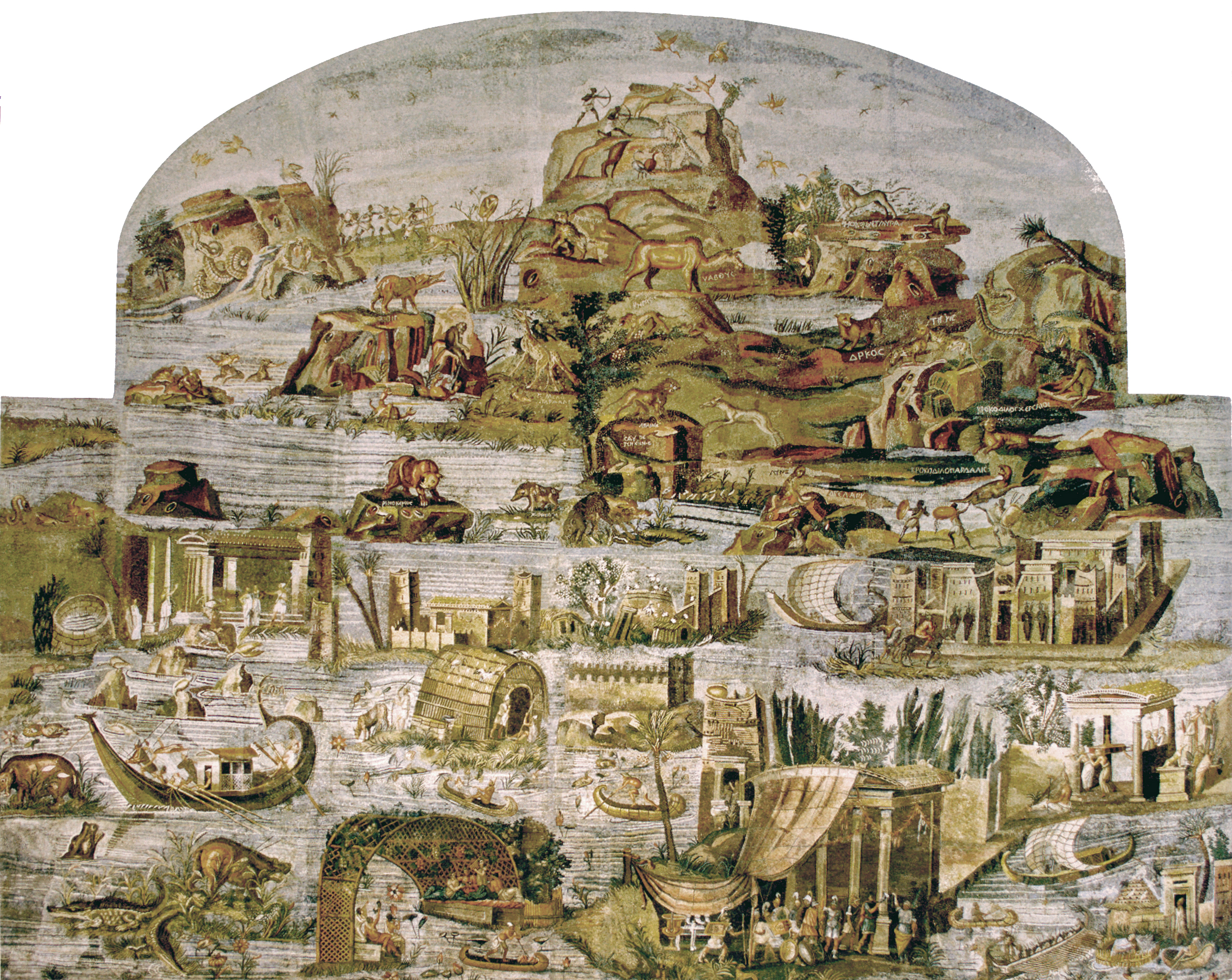
Il Mosaico del Nilo di Palestrina, un pavimento musivo ellenistico romano dell'Egitto tolemaico, c. 100 a.C.

Ai pittori greci è riconosciuto di aver portato modi fondamentali di rappresentazione nel mondo occidentale attraverso la loro arte. Tre qualità principali uniche dello stile pittorico ellenistico erano la prospettiva tridimensionale, l'uso di luci e ombre per rendere la forma e il realismo "trompe-l'œil".
Forse l'elemento più sorprendente dei dipinti e dei mosaici ellenistici è l'incremento dell'uso del paesaggio. I paesaggi in queste opere d'arte rappresentano figure naturalistiche familiari mentre mostrano anche elementi mitologici e sacro-idilliaci. Fregi paesaggistici e mosaici erano comunemente usati per mostrare scene della poesia ellenistica come quella di Eroda e Teocrito. Questi paesaggi che esprimevano le storie di scrittori ellenistici venivano utilizzati nelle case per enfatizzare l'educazione e la conoscenza del mondo letterario di quella famiglia.
Sacro-idilliaco significa che gli elementi più importanti dell'opera d'arte sono quelli relativi a temi sacri e pastorali. Questo stile che è emerso prevalentemente nell'arte ellenistica combina elementi sacri e profani, creando un ambiente onirico. Le influenze sacro-idilliache sono trasmesse nel mosaico romano "Mosaico del Nilo" di Palestrina che mostra narrazioni fantastiche con una combinazione di colori e componenti comuni che illustrano il Nilo nel suo passaggio dall'Etiopia al Mediterraneo. L'inclusione di sfondi ellenistici si trova anche in opere di Pompei, Cirene e Alessandria. Inoltre, in particolare nella Russia meridionale, caratteristiche floreali e rami si trovano su pareti e soffitti sparsi in modo disordinato ma convenzionale, rispecchiando uno stile tardo greco.

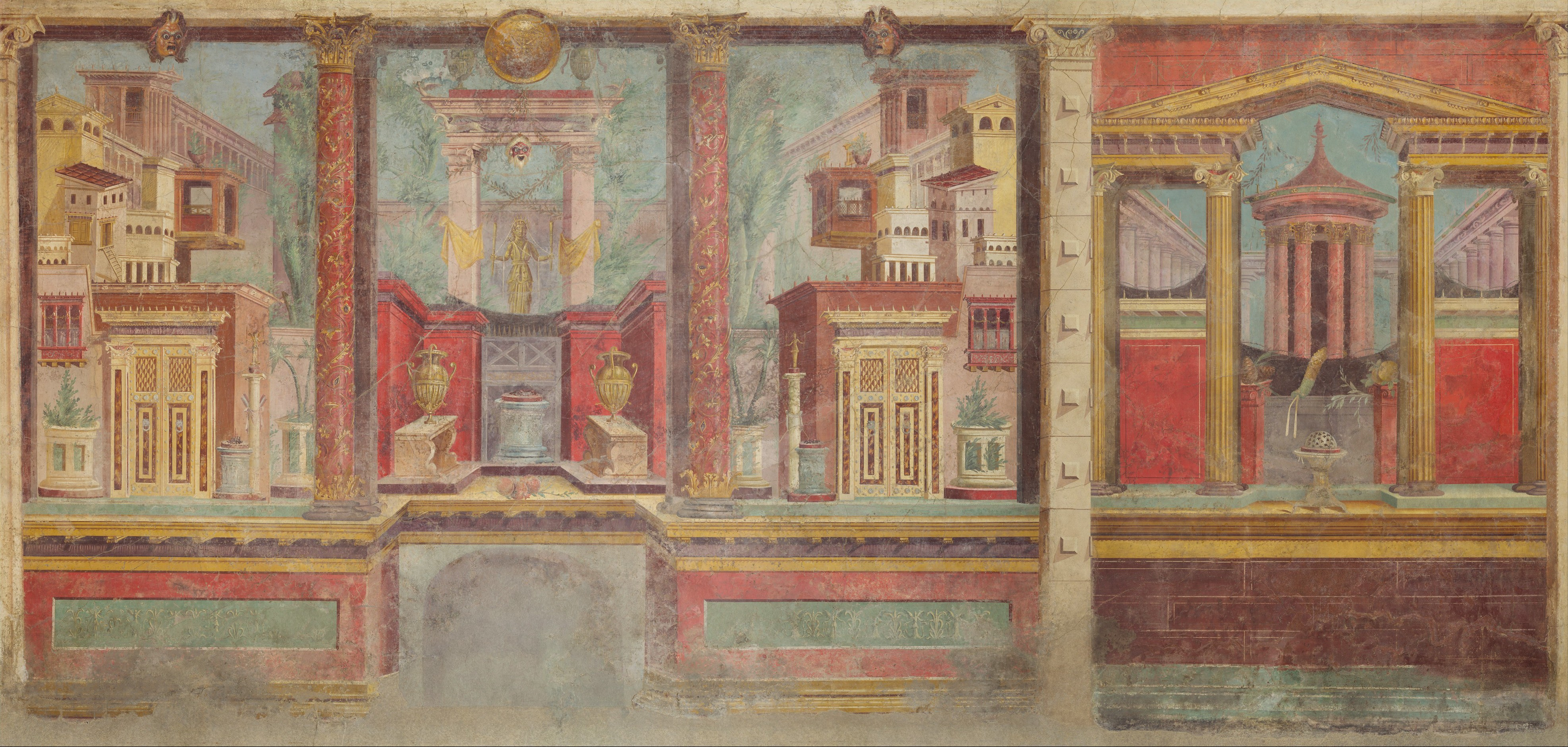
Affresco di epoca romana noto come "Cubiculum" (camera da letto) dalla villa di P. Fannius Synistor, 50–40 a.C. Metropolitan Museum of Art 03.14.13a–g.

## Mezzi e tecniche
Recenti scavi nel Mediterraneo hanno rivelato la tecnologia utilizzata nella pittura ellenistica. 
L'arte murale di questo periodo utilizzava due tecniche: la tecnica secca e l'affresco. La tecnica dell'affresco richiedeva strati di intonaco ricco di calce per poi decorare pareti e supporti in pietra. D'altra parte, non era necessaria alcuna base per la tecnica a secco, che utilizzava gomma arabica e tempera all'uovo per dipingere i dettagli finali su marmo o altra pietra. Questa tecnica è esemplificata nei fregi in muratura trovati a Delo. Entrambe le tecniche utilizzavano mezzi accessibili localmente, come aggregati di terracotta negli strati di base e pigmenti inorganici naturali, pigmenti inorganici sintetici e sostanze organiche come coloranti.
Pochissime forme di pittura greca ellenistica sopravvivono ad eccezione dei pannelli di legno (pinakes) e di quelli dipinti su pietra. I dipinti su pietra più famosi si trovano sulla tomba macedone di Agios Athanasios.

### Affresco

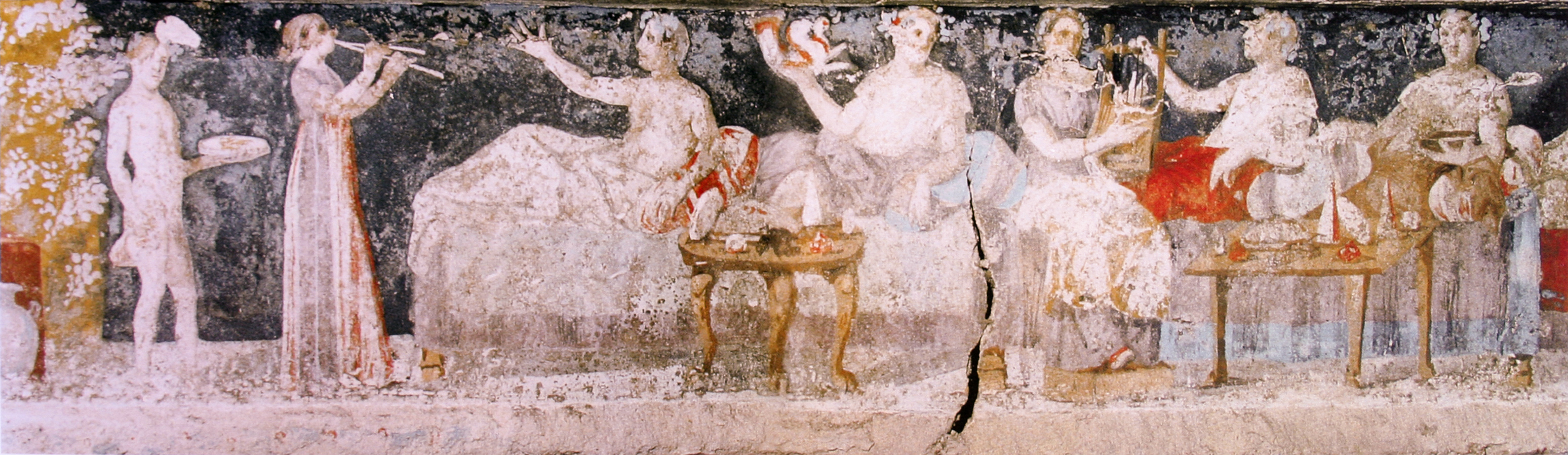
Scena di un banchetto da una tomba di Agios Athanasios, IV secolo a.C.

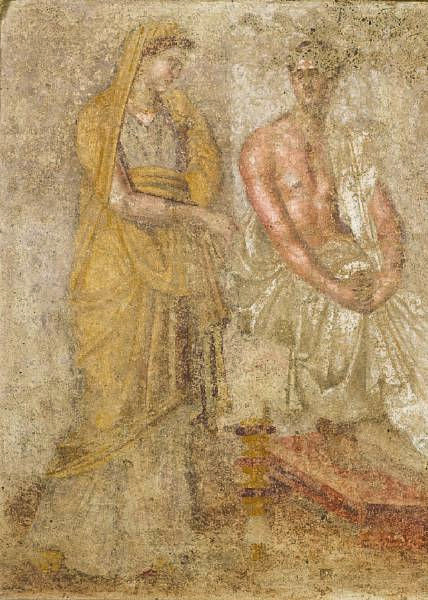
Pittura murale funeraria ellenistica su terracotta, III secolo a.C.

Questi dipinti murali non erano solo esposti nei luoghi di culto o nelle tombe. Spesso, i dipinti murali venivano usati per decorare la casa ed erano comuni nelle case private a Delo, Priene, Thera, Panticapeo, Olbia e Alessandria.
Pochi esempi di pitture murali greche sono sopravvissute nei secoli. I più impressionanti, nel mostrare com'era la pittura greca di alta qualità, sono quelli presso le tombe reali macedoni a Verghina. 
I ricercatori si sono limitati a studiare le influenze ellenistiche negli affreschi romani, ad esempio quelli di Pompei o Ercolano.

#### Recenti scoperte
Recenti scoperte comprendono quelle delle tombe a camera a Verghina (1987) nell'ex regno di Macedonia, dove sono stati riportati alla luce molti fregi. A esempio, nella Tomba II gli archeologi hanno trovato un fregio in stile ellenistico raffigurante una caccia al leone. Questo fregio trovato nella tomba, presumibilmente quella di Filippo II, è notevole per la sua composizione, la disposizione delle figure nello spazio e la sua rappresentazione realistica della natura. Altri fregi mantengono una narrativa realistica, come un simposio e un banchetto o una scorta militare, e forse raccontano di nuovo eventi storici.
Ci sono anche gli affreschi del soffitto del I secolo, di arte nabatea, recentemente restaurati nella "Casa dipinta" nella Piccola Petra in Giordania. Poiché i Nabatei commerciavano con Romani, Egizi e Greci, gli insetti e altri animali osservati nei dipinti riflettono l'ellenismo mentre vari tipi di viti sono associati al dio greco, Dioniso.
Recenti scoperte archeologiche presso il cimitero di Pagase (vicino alla odierna Volo), ai margini del Golfo Pagaseo hanno portato alla luce alcune opere originali. Gli scavi di questo sito condotti dal Dr. Arvanitopoulos possono essere collegati a vari pittori greci nel III e IV secolo e raffigurano scene che alludono al regno di Alessandro Magno.
Negli anni 1960, venne trovato a Delo un gruppo di affreschi. È evidente che i frammenti di fregi rinvenuti sono stati realizzati da una comunità di pittori vissuta durante il periodo tardo ellenistico. I murales enfatizzavano la decorazione domestica, trasmettendo la convinzione che queste persone ritenevano che l'establishment di Delo sarebbe rimasto abbastanza stabile e sicuro perché quest'opera d'arte fosse apprezzata dai proprietari di case per molti anni a venire.

### Mosaico
Alcuni mosaici, forniscono un'idea abbastanza buona della "grande pittura" del periodo: si tratta di copie di affreschi. Questa forma d'arte è stata utilizzata per decorare principalmente pareti, pavimenti e colonne.
Lo sviluppo dell'arte del mosaico durante il periodo ellenistico iniziò con i mosaici di ciottoli, meglio rappresentati nel sito di Olinto dal V secolo a.C. La tecnica dei "mosaici di ciottoli" consisteva nel posizionare piccoli ciottoli bianchi e neri, senza rappresentare alcuna forma specifica, in un pannello circolare o rettangolare per illustrare scene della mitologia. I ciottoli bianchi, in tonalità leggermente diverse, venivano posti su uno sfondo nero o blu per creare l'immagine. I ciottoli neri servivano a delineare l'immagine.
Nei mosaici del sito di Pella, del IV secolo a.C., è possibile vedere una forma d'arte più evoluta. I mosaici di questo sito mostrano l'uso di ciottoli ombreggiati in una gamma più ampia di colori e tonalità. Mostrano anche un uso precoce della terracotta e del filo di piombo per creare una maggiore definizione dei contorni e dei dettagli delle immagini.
Seguendo questo esempio, vennero aggiunti gradualmente più materiali. Esempi di questo uso esteso di materiali nei mosaici del III secolo a.C. includono pietre finemente tagliate, ciottoli scheggiati, vetro e argilla cotta, noti come tessere. Ciò migliorò la tecnica dei mosaici aiutando gli artisti a creare più definizione, maggiori dettagli, una migliore vestibilità e una gamma ancora più ampia di colori e toni.

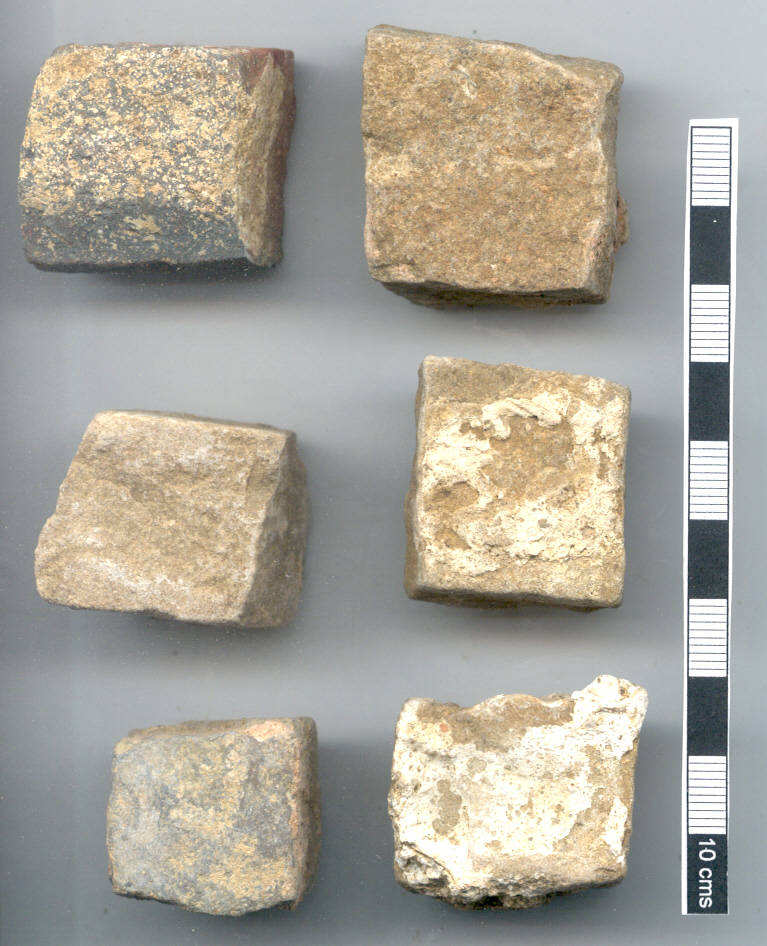
Esempio di tessere usate in un mosaico.

Nonostante l'ordine cronologico di apparizione di queste tecniche, non ci sono prove concrete che suggeriscano che il tassellato si sia sviluppato necessariamente dai mosaici di ciottoli.
Opus vermiculatum e opus tessellatum erano due diverse tecniche utilizzate durante questo periodo per realizzare un mosaico. Opus tessellatum si riferisce a una tessera (un piccolo blocco di pietra, piastrella, vetro o altro materiale utilizzato nella costruzione di un mosaico) che consentiva una maggiore varietà di forma, colore e materiale. "Opus vermiculatum" era spesso associato a questa tecnica ma differiva per complessità ed era noto per avere il più alto impatto visivo.
La maggior parte dei mosaici venivano prodotti e posati in loco. Tuttavia, un certo numero di mosaici pavimentali mostra l'uso della tecnica "emblemata", in cui i pannelli dell'immagine vennivano creati fuori sede in vassoi di terracotta o pietra. Questi vassoi venivano successivamente collocati nel letto di sistemazione sul sito.
A Delo, stucchi colorati vennero utilizzati sui mosaici in opus vermiculatum, ma in altre regioni questa tecnica non era comune. C'è un esempio di stucco colorato usato ad Alessandria sul mosaico Dog e Askos. A Samo, le fughe e le tessere erano entrambe colorate.
Studiare il colore in queste è difficile in quanto le fughe sono estremamente fragili e vulnerabili.

La ricerca scientifica è stata fonte di informazioni interessanti per quanto riguarda le fughe e le tessere utilizzate nei mosaici ellenistici. Le strisce di piombo vennero scoperte sui mosaici come una caratteristica distintiva della tecnica della superficie. A Delo, le strisce di piombo erano comuni sui mosaici in stile opus tessellatum. Queste strisce venivano utilizzate per delineare bordi decorativi e motivi decorativi geometrici. Le strisce erano estremamente comuni sui mosaici in opus vermiculatum di Alessandria. Poiché le strisce di piombo erano presenti in entrambi gli stili, non possono essere l'unica caratteristica di un tipo o dell'altro.

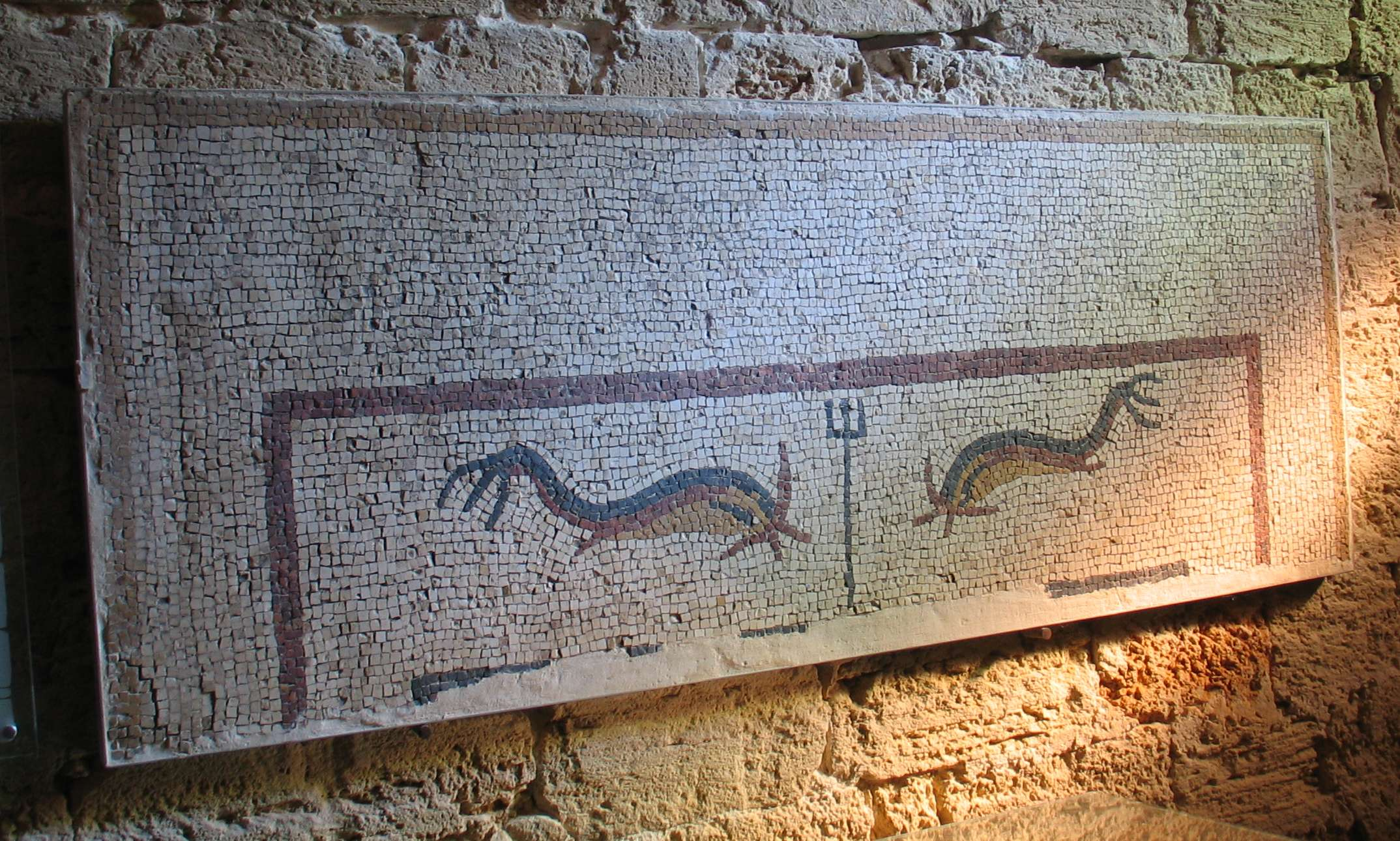
Dettaglio del mosaico di Tel Dor circa I o II secolo. Si trova nel Ha-Mizgaga Museum nel Kibbutz di Nahsholim in Israele.

#### Mosaico di Tel Dor
Un raro esempio di mosaico pittorico in stile ellenistico è trovato nella costa levantina. Attraverso un'analisi tecnica, i ricercatori suggeriscono che questo mosaico sia stato creato da un artigiano itinerante che lavorava sul posto. Dal 2000, oltre 200 frammenti del mosaico sono stati scoperti a Tel Dor, tuttavia, la distruzione del mosaico originale è sconosciuta. Gli archeologi suggeriscono che la causa della distruzione sia stato un terremoto o un rinnovamento urbano. Il contesto architettonico originale è sconosciuto, ma i confronti stilistici e tecnici suggeriscono una data di età tardo ellenistica, stimabile intorno alla seconda metà del II secolo. Analizzando i frammenti trovati nel sito originale, i ricercatori hanno scoperto che il mosaico originale conteneva un rettangolo centralizzato con iconografia sconosciuta circondato da una serie di bordi decorativi costituiti da un meandro prospettico seguito da un bordo con maschera e ghirlanda. Questo mosaico era stato realizzato con due differenti tecniche, opus vermiculatum e opus tessellatum

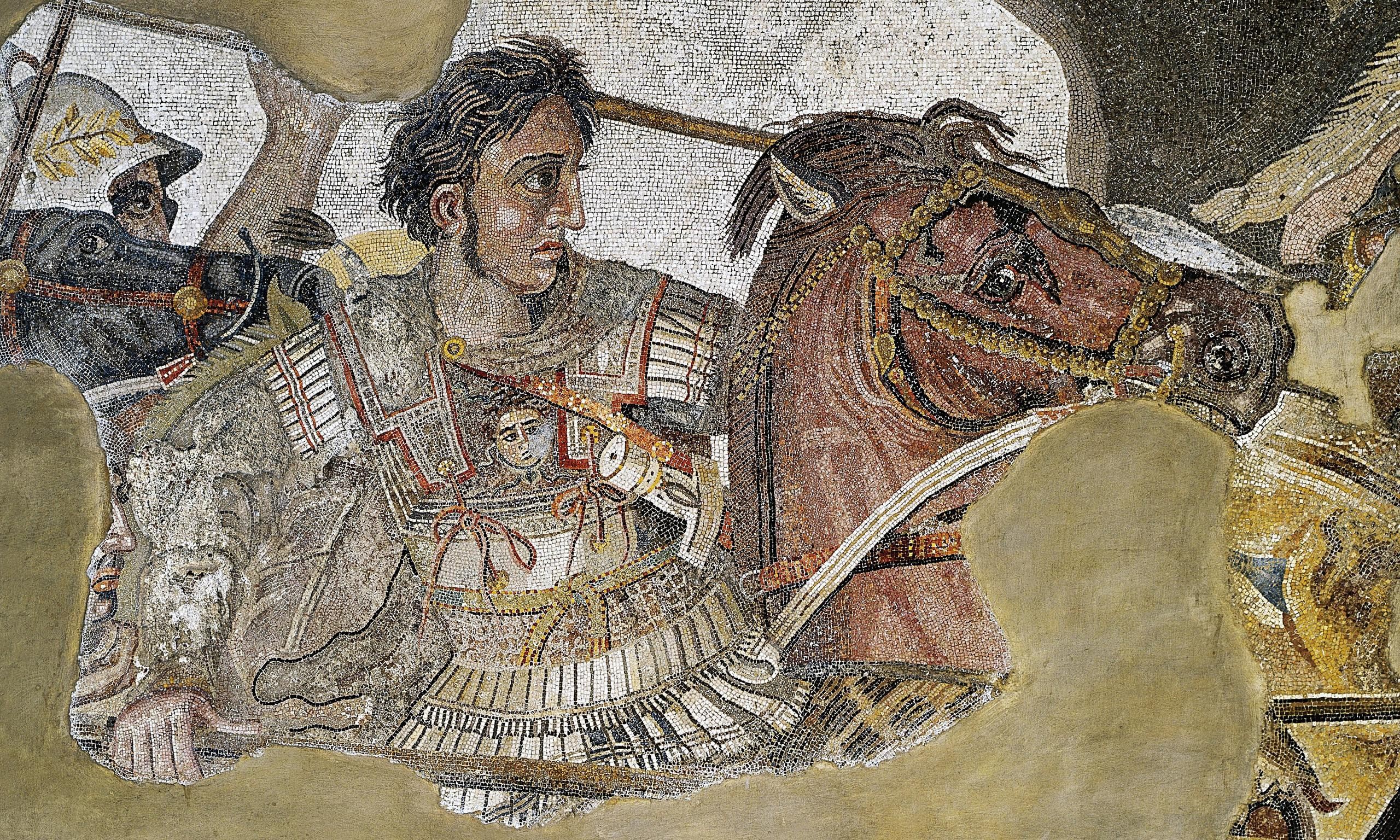
Dettaglio del Mosaico di Alessandro, mostrante Alessandro il Grande, copia romana c. 100 a.C. dalla Casa del Fauno a Pompei, da una pittura originale ellenistica del III secolo a.C., probabilmente di Filosseno di Eretria.

#### Mosaico di Alessandro
Un esempio è il Mosaico di Alessandro, che mostra lo scontro tra il giovane conquistatore e il Gran Re Dario III alla Battaglia di Isso, un mosaico da un pavimento della Casa del Fauno a Pompei (ora a Napoli). Si crede che sia una copia di un dipinto descritto da Plinio il Vecchio che era stato dipinto da Filosseno di Eretria per il re Cassandro di Macedonia alla fine del IV secolo a.C., o anche di un dipinto di Apelle contemporaneo dello stesso Alessandro. Il mosaico ci permette di ammirare la scelta dei colori insieme alla composizione utilizzando il movimento rotatorio e l'espressione del viso.

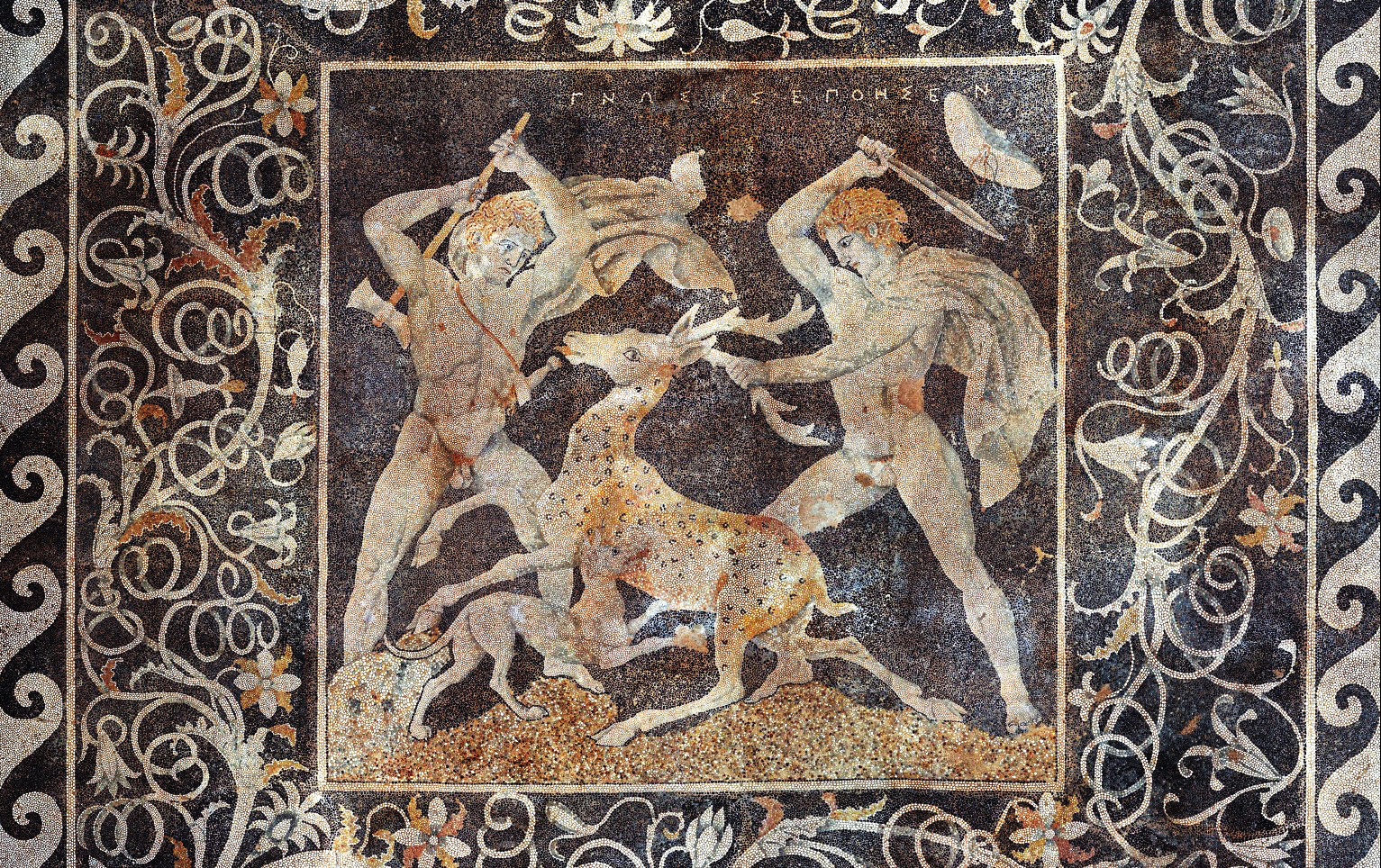
Il Mosaico della caccia al cervo, tardo IV secolo a.C., Pella; molto probabilmente rappresenta Alessandro ed Efestione

#### Mosaico della caccia al cervo
Il Mosaico della caccia al cervo di Gnosis è un mosaico proveniente da una ricca dimora della fine del IV secolo a.C., la cosiddetta "Casa dello stupro di Elena" (o "del ratto di Elena"), a Pella. La firma ("Gnosis epoesen", cioè "creata da Gnosis") è la prima firma nota di un mosaicista antico.
La scena è delimitata da un intricato motivo floreale, che a sua volta è delimitato da raffigurazioni stilizzate di onde marine. Si tratta di un mosaico di ciottoli con pietre raccolte dalle spiagge e argini che sono stati incastonati nel cemento. Come forse è stato spesso il caso, il mosaico fa molto riflettere sugli stili della pittura. Le figure chiare su uno sfondo più scuro possono alludere alla pittura a figura rossa. Il mosaico utilizza anche ombreggiatura, noto ai Greci come skiagraphia, nelle sue raffigurazioni della muscolatura e dei mantelli delle figure. Questo, insieme all'uso di figure sovrapposte per creare l'impressione di profondità rende l'immagine tridimensionale.

#### Soso

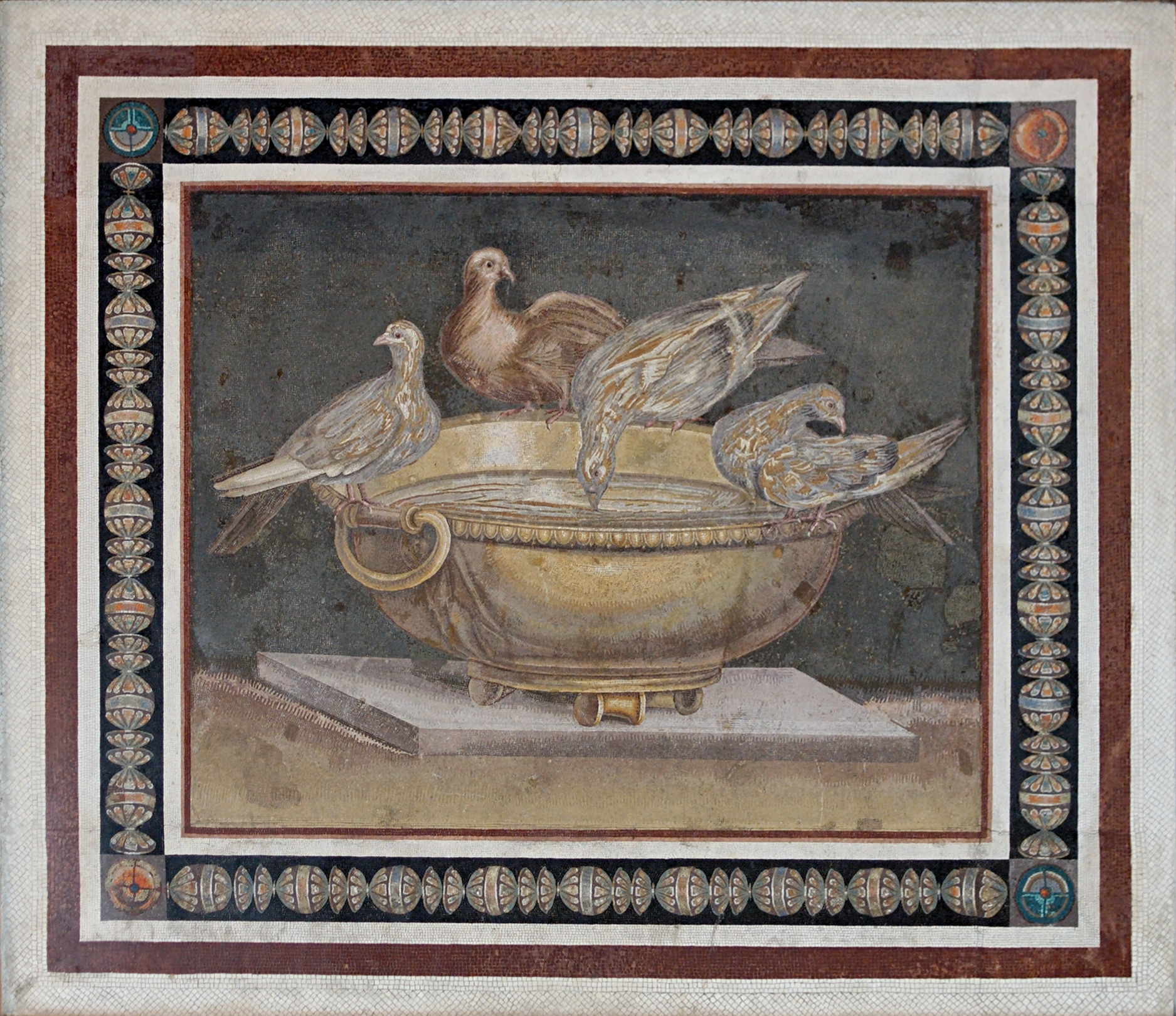
Il "Bacino della colomba" (Musei Capitolini), attribuito a Soso di Pergamo, da Villa Adriana, Tivoli, II secolo

Il periodo ellenistico è ugualmente il periodo di sviluppo del mosaico in quanto tale, in particolare con le opere di Soso di Pergamo, attivo nel II secolo a.C., e unico mosaicista citato da Plinio. Il suo gusto per il "trompe-l'œil" (illusione ottica) e gli effetti del mezzo si ritrovano in diverse opere a lui attribuite come il "Pavimento non spazzato" nei Musei Vaticani, che rappresenta gli avanzi di un pasto (lische, conchiglie vuote ecc.) e il "Bacino della colomba" (fatto di piccole pietre opus vermiculatum con tessere) nei Musei Capitolini, conosciuto per mezzo di una riproduzione scoperta a Villa Adriana. In esso si vedono quattro colombe appollaiate sul bordo di una conca di bronzo dorato piena d'acqua. Una si innaffia mentre le altre sembrano riposare, il che crea effetti di riflessi e ombre perfettamente studiati dall'artista. Il pannello a mosaico "Bacino delle colombe" è un emblema, progettato per essere il punto centrale di un pavimento a mosaico altrimenti semplice. L'emblema era originariamente un'importazione dal Mediterraneo orientale ellenistico, dove, in città come Pergamo, Efeso e Alessandria, c'erano artisti specializzati in mosaici. Uno di questi era Soso di Pergamo, il più celebre mosaicista dell'antichità che operò nel II secolo a.C.

#### Delo
Secondo l'archeologo francese François Chamoux, i mosaici di Delo nelle Cicladi rappresentano lo zenit dell'arte musiva del periodo ellenistico che impiegava l'uso di tessere per formare complessi e colorate scene. Questo stile di mosaico continuò fino alla tarda antichità e potrebbe aver avuto un impatto sull'uso diffuso dei mosaici nel mondo occidentale durante il Medioevo.